# Zabibe
Zabibe (también transliterado Zabibi, Zabiba; Zabibah, en árabe: زبيبة) fue una reina de Qedar que reinó cinco años entre 738 y 733 a. C. Fue vasalla de Tiglathpileser III, rey de Asiria, y es mencionada en los Anales de Tiglatpileser III entre una lista de monarcas que pagaron tributo al rey en 738 a. C. Fue sucedida por otra reina, Samsi.
El título que se le asigna es reina de los Aribi (árabes). Israel Eph'al argumenta que, hasta el tiempo de Asurbanipal, el título de "reina de los árabes" en los manuscritos asirios y sirios era el genérico para referirse a líderes de las tribus nómadas del desierto sirio. Por ello, infiere que Zabibe habría sido titulada correctamente como "reina de Qidri" (Qedaritas).
Zabībah es un antiguo nombre árabe, probablemente derivado de zabīb (árabe: زبيب), significando "pasa".